# Vazzola
Vazzola är en ort och kommun i provinsen Treviso i regionen Veneto i Italien. Kommunen hade 6 749 invånare (2022).